# Galler
Galler is een Belgisch chocoladebedrijf, gevestigd in Vaux-sous-Chèvremont, een deelgemeente van Chaudfontaine. De producten worden nationaal en internationaal verkocht in vele winkels, maar het bedrijf heeft ook eigen merkwinkels.

## Geschiedenis
In 1974 voleindigde Jean Galler zijn studies banketbakkerij en chocolaterie te Bazel en Parijs (stage). In 1976 opende hij zijn eerste chocolade-atelier in de Rue de la Station te Vaux-sous-Chèvremont.

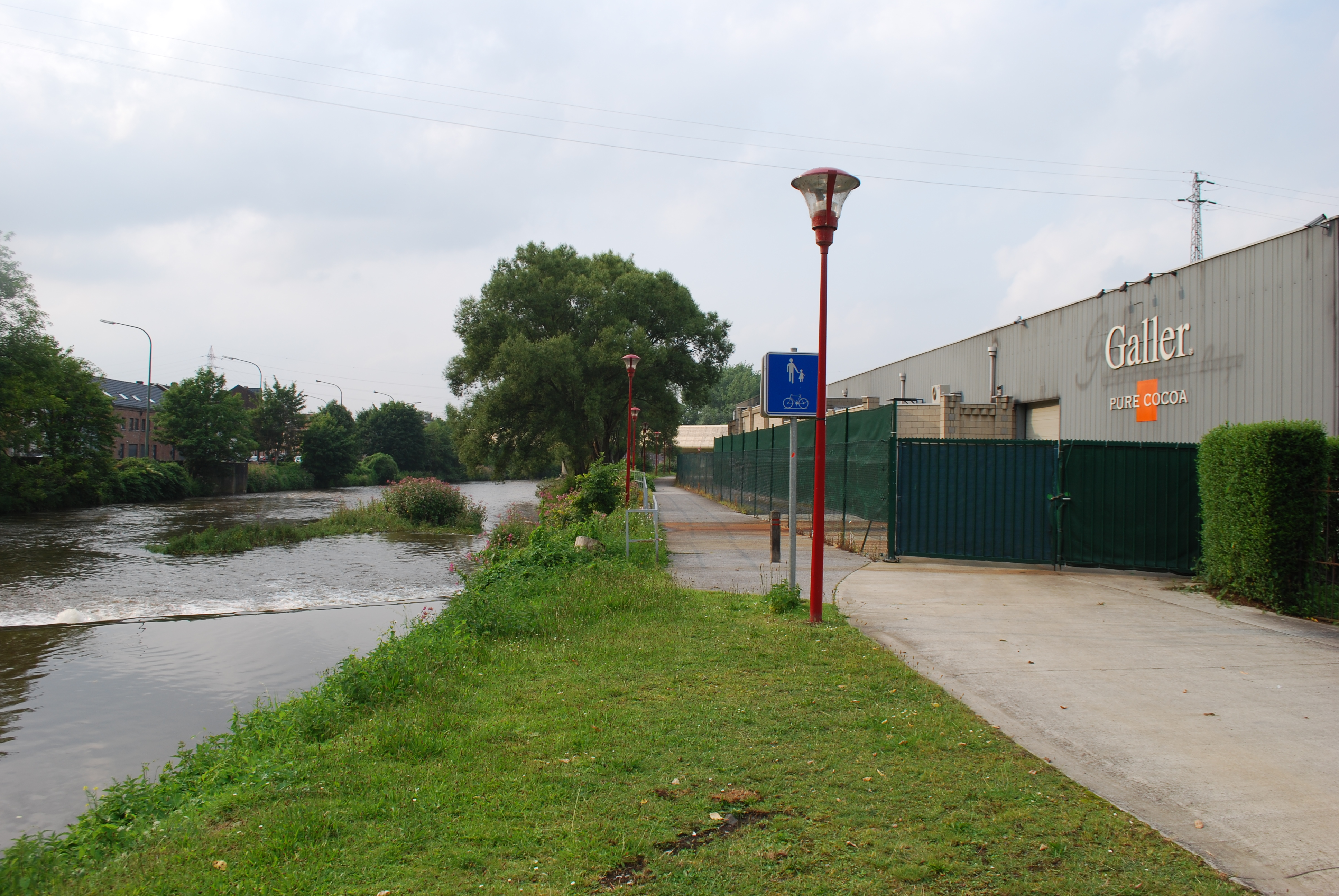
Hat bedrijf Galler aan de oever van de Vesder in Vaux-sous-Chèvremont.

In 1989 ontstaat een blijvende samenwerking tussen Galler en Philippe Geluck, met als resultaat de "Chocolats du Chat".
In 1993 was Galler de eerste op de Belgische markt die chocolade op basis van 70% cacao op de markt bracht. In 1995 werd de eerste Galler-merkwinkel geopend op de Grote Markt in Brussel.
Galler bleef lange tijd een familiebedrijf: Quentin Laezza, schoonzoon van Jean Galler door zijn huwelijk met dochter Justine, kreeg er in 2014 een directiefunctie. Sinds 2006 had de koninklijke familie van Qatar via sjeik Bin Jassim Al Thani een minderheidsbelang in Galler, tot ze in 2018 de meerderheid verwierf. Jean Galler behoudt nog een tijdlang een aantal aandelen, maar trok zich terug als CEO; deze functie werd overgenomen door de Qatarees Joao De Gouveia.

## Producten
Anno 2018 heeft Galler een gamma van 180 producten, waaronder repen en tabletten chocolade, choco, pralines, macarons, chocoladedrank en ijs.

## Verspreiding
Anno 2018 heeft Galler zeventien vestigingen, waarvan vijf in franchise. Er zijn winkels in zeven landen: België, Luxemburg, Frankrijk, Japan, Libanon, Qatar en Koeweit. Wereldwijd zijn er meer dan tweeduizend verkooppunten.

## Erkenning
- Sinds 1994 is Galler Gebrevetteerd Hofleverancier.[7]
- In 2002 krijgt Galler de "Prix de l'Innovation" op het Salon de la Franchise te Brussel[8]